# 朱詮𨭖
云和王朱诠𨭖（1504年—1557年10月1日），明朝瀋庄王朱幼㙾庶七子，母亲是夫人陈氏。瀋简王朱模曾孙，明太祖玄孙；明朝唯一一代云和王。

## 生平
正德十年（1515年）九月，明武宗命安鄉伯張沖、清平伯吳傑、武靖伯趙弘澤、東寧伯焦洵、泰寧侯陳儒、武安侯鄭英、禮部左侍郎吳儼、寧陽侯陳繼祖、建平伯高霳、通政使司左通政劉達為正使，中書舍人周令、刑部員外郎閻讓、中書舍人馬天祐、太常寺寺丞朱天麟、鴻臚寺左少卿張昱、中書舍人倪霦、戶部署郎中事員外郎胡忠、行人華淳、中書舍人胡楫、翰林院編修劉朴為副使，持捧節冊冊封朱诠𨭖为云和王。
朱诠𨭖的兄长瀋恭王朱诠钲病重，孙子朱胤榿年幼，朱诠钲担心郡王们为患，預先奏请以朱胤榿主府事，令朱胤榿的母妃郗氏保護、長史承奉等輔導，等其长成。朱诠钲死后，朱诠𨭖的四哥宿迁王朱詮鏅赶紧請求命次兄灵川荣懿王朱诠鉌的孙子靈川王朱胤栘攝國政。郗氏奏請按朱诠钲遗愿行事。嘉靖六年（1527年）六月，禮部商议认为应该由朱胤榿承重主喪礼、統府事，母妃在宮保護，府事皆聽長史等官检点约束，郡王、將軍及宗人不得奏擾，获准。
后来朱胤榿去世，按伦序应该由朱胤栘袭封瀋王。朱詮鏅、朱诠𨭖和他们的六哥定陶王朱诠鑨都奏称应该定議由朱胤栘袭封。但朱詮鏅與朱胤栘有隙，又说朱胤栘倫序不明不该袭封，之前的奏章是朱诠鑨等人的意思，自己没有参与，請求暫停冊封朱胤栘，再深入追查自己被冒名上奏的事；朱诠鑨、朱诠𨭖及郗氏则都称朱詮鏅确实参与署名。奏折下禮部，礼部调查是朱詮鏅挾私造言以阻朱胤栘进封，請求先行冊封，令有司勘查其事上报。世宗下诏准许。
嘉靖三十六年（1557年）九月，朱诠𨭖去世，朝廷按例赐祭葬。因为他没有儿子，国除，以五哥吴江昭和王朱诠铿的儿子吴江王朱勋淯之子镇国将军奉祀。朱诠𨭖有谥号，但史料阙载。
万历八年（1580年）九月，因为朱诠𨭖等王没有后嗣，奏繳金銀印。